# Шерпет
Шерпет (лат. Rindera umbellata) је вишегодишња биљка из фамилије Boraginaceae. Род Rindera је добио име у част ботаничара и лекара Андреаса Риндера и обухвата 32 врсте са претежно холарктичким распрострањењем. Врста R. umbellata расте у Европи, а ареал подразумева подручје од Србије до Украјине, искључиво на песковитој подлози.

## Опис врсте
Шерпет је зељаста биљка са тамним, незадебљалим, осовинским кореном. Стабло је усправно, ребрасто, висине до 60 cm, у горњем делу разгранато. Базални листови су ланцетасти или дугуљасти, до 15 cm дуги, а до 2 cm широки, при основи су сужени и постепено прелазе у лисне дршке. Листови на стаблу ланцетасти, горњи линеарни, шиљати и седећи, идући ка врху стабла све краћи и збијенији. На стаблу се налази терминална штитаста цваст састављена из већег броја увојака. Цветови су савијени наниже и налазе се на изразито длакавим дршкама. Чашица је прекривена вунастим индументумом, око 10 mm дуга, док је круница жућкаста, 15 mm дуга, са израженим режњевима. Стубић је издужен, делеко надвисује круничне режњеве. Антере су издужене, при основи округле, до 6 mm дуге, при чему врхови надвисују режњеве крунице. Цвета у мају и јуну, а плод је орашица са глатком и сјајном површином.

## Распрострањење у Републици Србији
Шерпет је степски реликт. Природна станишта ове врсте су малобројна и у Србији је забележена у Делиблатској пешчари и у Кладовској пешчари (околина Кладова, Радујевац, на Горици и Царевом пољу). Делиблатка пешчара представља класично налазиште (лат. locus classicus) ове врсте где су је Waldstein и Kitaibel описали под именом Cynoglossum umbellatum.

## Угроженост и заштита врсте
Шерпет у Републици Србији има статус строго заштићене биљне врсте. На то је утицао пре свега антропогени фактор (преоравање степског земљишта, пошумљавање пешчаре и неконтролисано брање). Такође, ову врсту одликује мала вијабилност семена и отежано размножавање услед честе инфекције гљивама.

## Галерија
- Шерпет на Делиблатској пешчари
- Хабитус шерпета
- Цваст шерпета